# Fluda
Fluda là một chi nhện trong họ Salticidae.